# Anthony Harris (giocatore di football americano)
Anthony Harris (Richmond, 9 ottobre 1991) è un giocatore di football americano statunitense che milita nel ruolo di safety per i Philadelphia Eagles della National Football League (NFL).

## Carriera professionistica

### Minnesota Vikings
Dopo non essere stato scelto nel Draft NFL 2015, Harris firmò con i Minnesota Vikings. Passò le prime 12 settimane di campionato nella squadra di allenamento prima di essere promosso nel roster attivo ed essere nominato safety titolare dopo gli infortuni di Harrison Smith, Andrew Sendejo e Antone Exum. Debuttò come professionista contro gli Arizona Cardinals mettendo a segno 8 tackle e deviando un passaggio del quarterback Carson Palmer. La sua prima stagione si chiuse con 15 placcaggi in 4 partite, 2 come titolare. L'anno seguente disputò tutte le 16 partite, con 30 tackle e 3 gare come titolare.
Nel primo turno della stagione 2019 contro gli Atlanta Falcons, Harris mise a segno 2 intercetti su Matt Ryan e recuperò un fumble, venendo premiato come miglior difensore della NFC della settimana. A fine anno guidò la NFL in intercetti a pari merito.
Il 16 marzo 2020, i Vikins applicarono su Harris la franchise tag.

### Philadelphia Eagles
Il 20 marzo 2021 Harris firmò con i Philadelphia Eagles un contratto annuale da 5 milioni di dollari.

## Palmarès

### Franchigia
- National Football Conference Championship: 1

Philadelphia Eagles: 2022

### Individuale
- Difensore della NFC della settimana: 1

1ª del 2019
- Leader della NFL in intercetti: 1

2019